# Hệ sinh thái sông

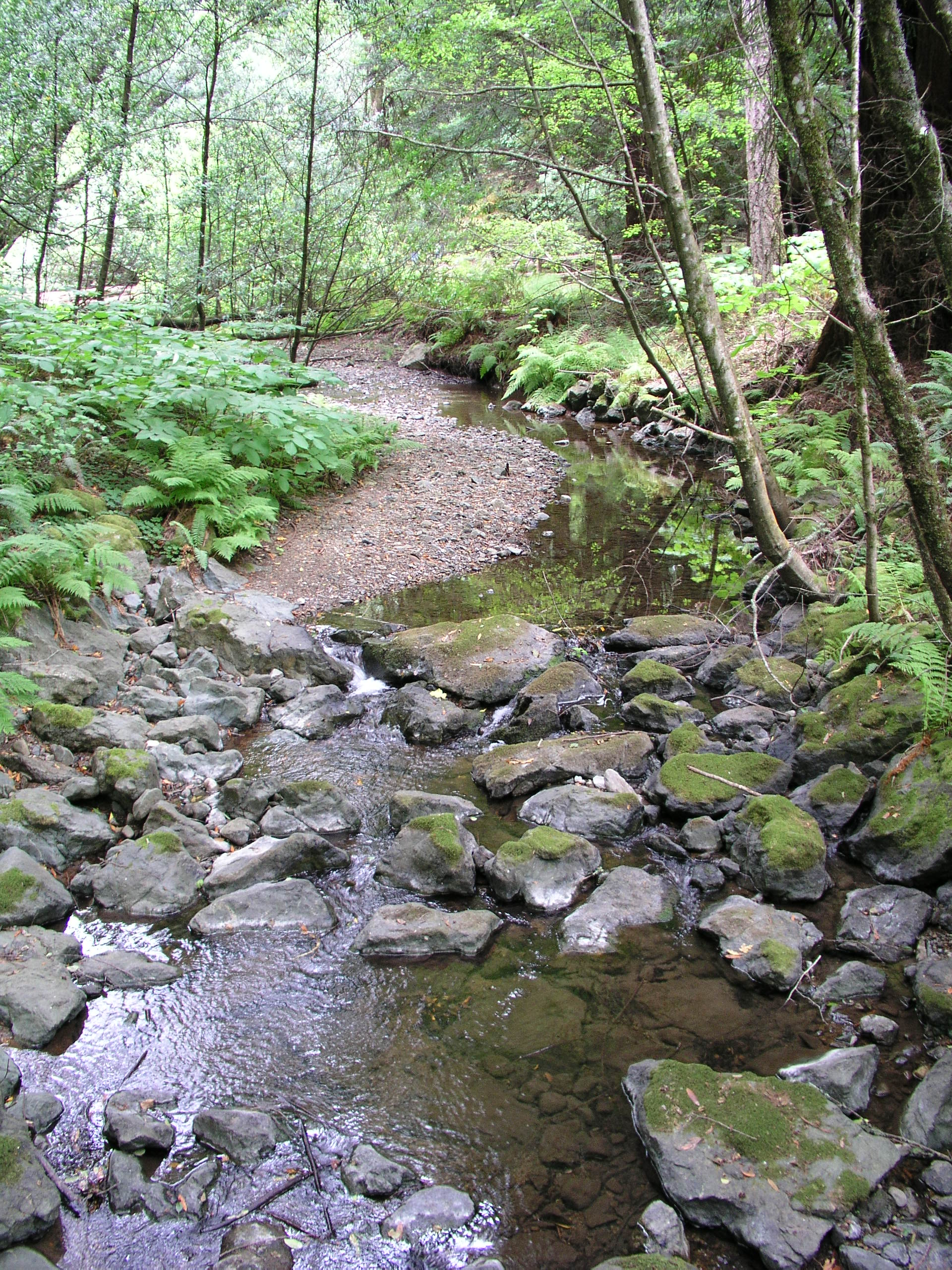
Dòng suối ở vườn quốc gia và bang Redwood với môi trường xung quanh có thể hình thành nên hệ sinh thái sông.

Hệ sinh thái sông là hệ sinh thái ở trên các dòng sông trong môi trường tự nhiên bao gồm các sinh vật sống như thực vật, động vật, vi sinh vật và các dạng không phải sự sống như các tương tác vật lý và hóa học. Hệ sinh thái sông có nhiều đặc trưng như dòng nước chảy một chiều không dừng; thay đổi liên tục về trạng thái vật lý, hóa học; không đồng nhất về mặt không gian, thời gian.